# Endoraecium hyalosporum
Endoraecium hyalosporum är en svampart som först beskrevs av Sawada, och fick sitt nu gällande namn av M. Scholler & Aime 2006. Endoraecium hyalosporum ingår i släktet Endoraecium och familjen Raveneliaceae.   Inga underarter finns listade i Catalogue of Life.